# Effelder-Rauenstein
Effelder-Rauenstein – dzielnica gminy Frankenblick Niemczech, w kraju związkowym Turyngia, w powiecie Sonneberg. Do 31 grudnia 2011 była to samodzielna gmina.